# Siemens Velaro
Siemens Velaro é uma família de trens de unidade elétrica de alta velocidade em operação na Alemanha, Bélgica, França, Reino Unido, Espanha, China, Russia e a Turquia.

## História
Na virada do milênio, a Siemens desenhou e fabricou um trem protótipo para a Deutsche Bahn, chamado ICE 3. Foi o primeiro trem de alta velocidade na Europa a utilizar tração distribuída ao longo do trem, abrindo mão do uso de locomotivas.  
A companhia então decidiu desenvolver o conceito adiante, julgando critérios de performance que considerou que operadores ao redor do mundo procurariam. Entre estes critérios estava a necessidade de conseguir operar em uma alta gama de temperaturas, de +50° C nos desertos da Espanha até -50° C no inverno Russo. 
Destes critérios foi criada a plataforma básica, chamada Velaro, significando velocidad alta, espanhol para alta velocidade.
Apesar de haver uma plataforma básica já formada, há possibilidade de variação, como nos trens supridos para a China e a Russia, que possuem 30 centímetros a mais de largura. Todos os veículos são feitos de alumínio.

## Modelos

### Velaro E (AVE Classe 103)
Em 2001, a Renfe Operadora comprou 16 trens Velaro E. Em dezembro de 2005, mais 10 trens foram comprados. O custo total foi de 600 milhões de euros.

### Velaro D (DB Classe 407)
Em dezembro de 2008 a Siemens ganhou um contrato no valor de 500 milhões de euros para o fornecimento de 15 trens Velaro D para a Deutsche Bahn. Em maio de 2011 dois trens adicionais foram solicitados.

### Eurostar e320 (British Rail Classe 374)
Em dezembro de 2010, a Eurostar fez um investimento de 700 milhões de libras para modernização da frota, com a compra de 10 novos trens, denominados e320 para operar nos serviços Londres-Paris-Bruxelas, além da reforma dos 28 trens existentes.
A Siemens foi contratada como empreiteira geral do projeto enquanto a Pininfarina foi contratada para desenhar os interiores, pintura e a reforma dos trens existentes. Em 2015, foi concretizada a compra de mais 7 trens, totalizando 17 novos trens, e um investimento total de 1 bilhão de libras.
O Eurostar e320 faz parte da quarta geração da plataforma Velaro, possui velocidade máxima de 320 km/h, 400 metros de comprimento, 16 carros e assentos para 900 passageiros.

### Velaro RUS
Em dezembro de 2011, a Russian Railways fez um contrato de 600 milhões de euros para o fornecimento de 8 trens Velaro RUS. O contrato inclui manutenção no prazo de 30 anos.
Os trens Velaro RUS são projetados para suportar condições climáticas extremas, incluindo temperaturas abaixo de 40° C.

## Recorde de velocidade
Em julho de 2006, um trem Siemens Velaro, do tipo AVE S-103, alcançou 403,7 quilômetros por hora (250,8 mph). Naquela época, foi um recorde mundial para uma composição comercial de trilhos sem modificações.[carece de fontes?] Este recorde foi batido no ano seguinte pelo TGV francês em 3 de abril de 2007, atigindo 574,8 quilômetros por hora (357,2 mph).